# Pirouline

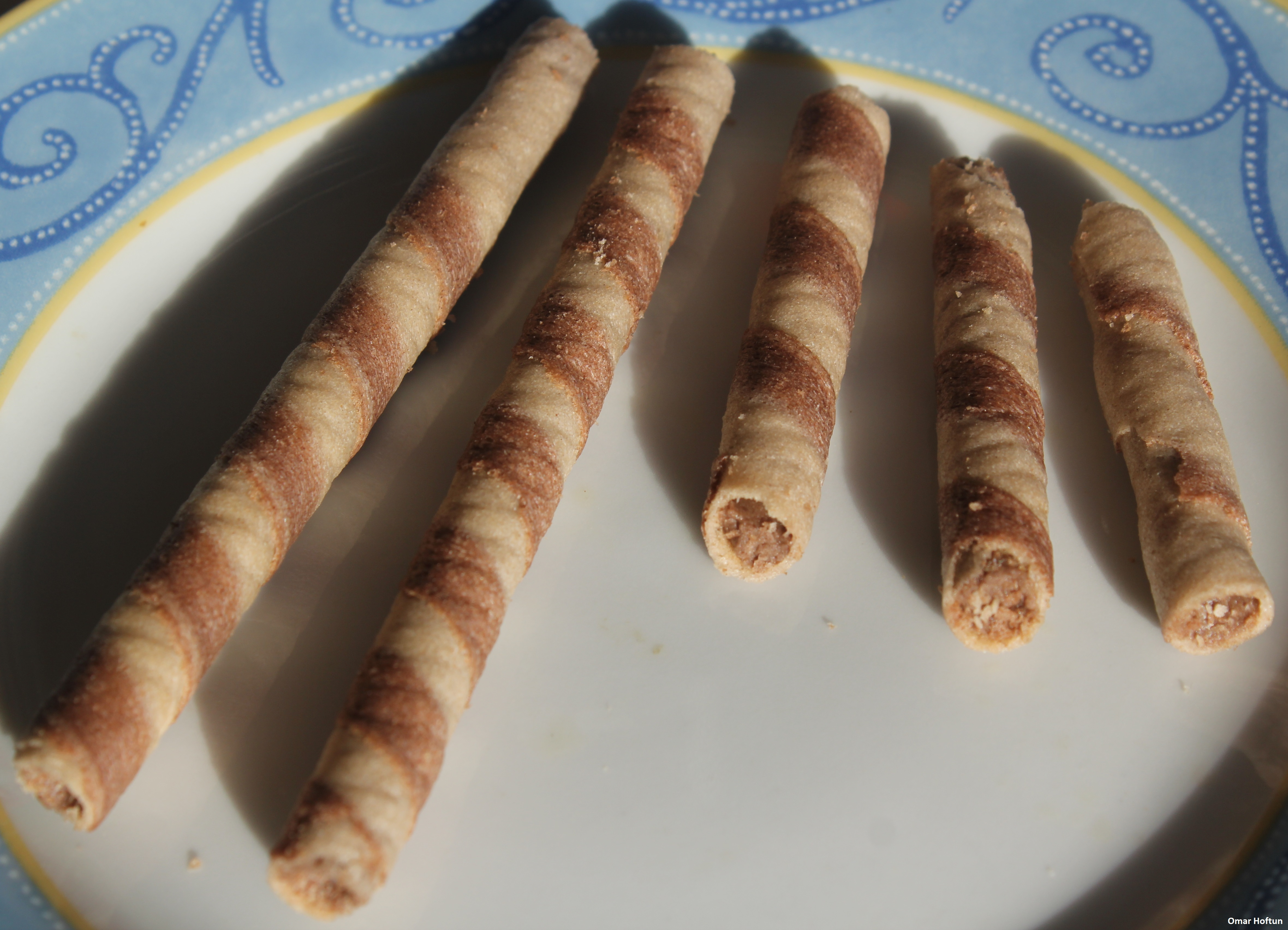
Rollitos de oblea Ulker Rulokat con avellanas.

Pirouline es una marca de barquillos dulces de galleta, comercializada por la empresa DeBeukelaer de Estados Unidos.

## Historia
La familia DeBeukelaer comenzó a hacer galletas en Bélgica en 1860. Un descendiente de los fundadores originales, Peter DeBeukelaer, creó la empresa DeBeukelaer en 1984 al establecer una fábrica de galletas en Madison, Misisipi.

## Producción
Pirouline salió a la venta por primera vez en 1984. Una lámina de galleta enrollada al estilo europeo con un agujero en medio relleno de chocolate, revestido por un patrón helicoidal.
En 1987, la galleta se rellenó con una crema de avellana de chocolate. Con los años, se han comercializado cremas de muchos sabores: vainilla francesa, fresa, calabaza, dulce de leche y limón.
El Pirouline más popular es el barquillo de galleta tostado relleno con chocolate negro. En la otra variedad, llamada "Crema de Pirouline," el barquillo está relleno de de crema de leche en lugar de chocolate (que viene en con los diferentes sabores de avellana chocolate, vainilla francesa, y otras variedades de chocolate).
Originalmente vendido en una lata de 400 gramos, los barquillos de chocolate se venden siempre en cajas, mientras que los rellenos de crema se venden en latas.